# Il mio miglior difetto
Il mio miglior difetto è un singolo del gruppo musicale italiano The Sun, secondo estratto dell'album Cuore aperto. La canzone sarà inclusa nella raccolta 20.

## Descrizione
Il singolo è uscito a un anno dalla pubblicazione dell'enciclica Laudato si' di papa Francesco ed è un invito a non restare indifferenti verso il Creato e l'ambiente e una spinta a dichiararsi consapevoli e agire di conseguenza per cambiare il mondo in meglio.

## Tracce
Testi di Francesco Lorenzi, musiche di Francesco Lorenzi, Maurizio Baggio.
1. Il mio miglior difetto – 3:59

## Video musicale
Un videoclip del brano è stato pubblicato insieme all'uscita del singolo. Il video, diretto da Marco Donazzan e Michele Rebesco, è stato girato nel deserto del Negev, dove il gruppo aveva vissuto un ritiro spirituale.

## Formazione
Formazione come da libretto.
- Francesco "The President" Lorenzi – voce, chitarra elettrica
- Gianluca "Boston" Menegozzo – chitarra solista, cori
- Matteo "Lemma" Reghelin – basso, cori
- Riccardo "Trash" Rossi – batteria

## Le versioni in spagnolo, inglese e francese
Il 13 dicembre 2021 Il mio miglior difetto è stata scelta come canzone ufficiale della campagna di Caritas Internationalis "Together we – act today for a better tomorrow" per rappresentare i temi legati all'ecologia espressi da papa Francesco nelle encicliche Laudato si' e Fratelli tutti. Per questa occasione il gruppo si è esibito alla Pontificia università urbaniana in una versione acustica del brano.
Il 30 dicembre la band ha pubblicato tre rivisitazioni della canzone in spagnolo (Mi mejor defecto), inglese (The Best of All My Flaws) e francese (Mon milleur défaut); queste ultime due vedono la collaborazione del cantautore Luca Fiore.